# Блато (река в България)
Вижте пояснителната страница за други значения на Блато.
Блато е река в България, протичаща през Софийска област и област София. Тя е ляв приток на река Искър. Дължината ѝ е 30 km.
Река Блато води началото си от карстов извор на 1,2 km западно от селата Опицвет и Безден, на 554 m н.в. Тече в югоизточна посока, а от село Мрамор – в източна. Влива се отляво в река Искър на 509 m н.в., на 1,1 km източно от кв. Кумарица на гр. Нови Искър.
Площта на водосборния басейн на реката е 774 km2, което представлява 9,0% от водосборния басейн на река Искър. Река Блато и реките от басейна ѝ отводняват цялата западна половина на Софийското поле.
Основни притоци: Сливнишка река (десен), Костинбродска река (Белица, десен), Крива река (ляв), Уршак (ляв), Църна бара (десен).
Средногодишният отток при село Петърч е 0,98 m3/s, като максимумът е през месеците март-юни, а минимумът е през юли-октомври.
По течението на реката са разположени 4 села и квартали на 3 града:
Софийска област:
- Община Костинброд – Опицвет, Петърч и гр. Костинброд;

Област София:
- Район Връбница – с. Мрамор,
- Район Нови Искър – с. Мировяне,
- Район Надежда – кв. Требич на гр. София,
- Район Нови Искър – кв. Славовци и кв. Кумарица на гр. Нови Искър.

Водите на реката се използват главно за напояване.

## Топографска карта
- Лист от карта K-34-47. Мащаб: 1 : 100 000.